# Vénus et Adonis (Titien, Madrid)
Pour les articles homonymes, voir Vénus et Adonis.
Vénus et Adonis est un tableau réalisé par le peintre italien Titien en 1554. Cette huile sur toile est une peinture mythologique qui s'inspire des Métamorphoses d'Ovide. Elle représente Vénus nue tentant de retenir Adonis alors que, ses chiens en laisse, il part pour la chasse qui lui sera fatale. L'œuvre est conservée au musée du Prado, à Madrid, en Espagne. Elle a été déclinée en plusieurs versions, dont l'une se trouve à la galerie nationale d'Art ancien, à Rome.

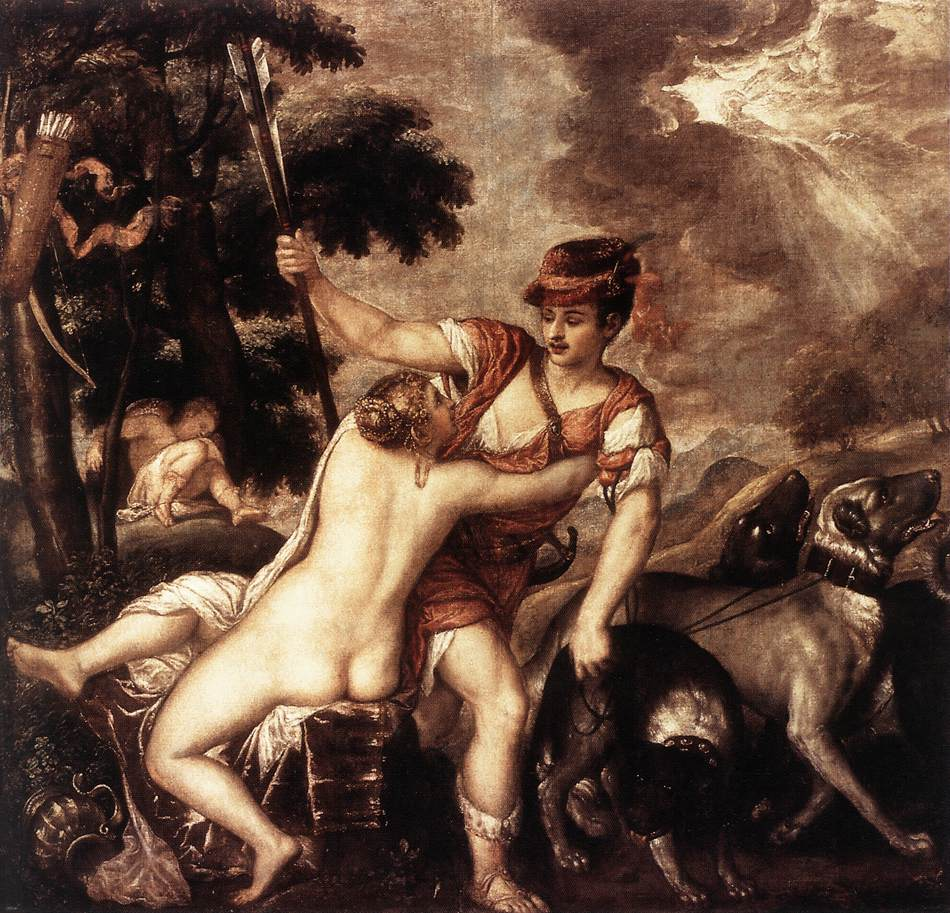
Vénus et Adonis, 1560 – Galerie nationale d'Art ancien, à Rome.